# Achoerodus
Az Achoerodus a sugarasúszójú halak (Actinopterygii) osztályába a sügéralakúak (Perciformes) rendjébe és a ajakoshalfélék családjába tartozó nem.

## Rendszerezés
A nembe az alábbi 2 faj tartozik:
- Achoerodus gouldii
- Achoerodus viridis